# Grancia di San Demetrio
La Grancia di San Demetrio, situata nel territorio di Brindisi Montagna, in provincia di Potenza, è un'antica badìa inizialmente dedicata a Santa Maria dell'Acqua Calda.

## Storia
Il monastero San Demetrio, un'estensione boscosa facente parte del feudo di Brindisi, era sotto la signoria di Guidone da Foresta, primus dominus Brundisii de Montanea et Ansiae, nel 1268, di Gerardo de Divort nel 1280, di Aegillio de Bellemonte nel 1284, di Baldassarre La Zatta, conte di Caserta, nel 1414. Nel 1449 il feudo passò al conte di Tricarico Antonio Sanseverino.
Prima del terremoto del 1456 che distrusse Brindisi Montagna, i nuovi possessori donarono ai padri basiliani il feudo di Pietro Morella, cioè quella parte di territorio di Brindisi che si estendeva dal vallone delle Corna e dal fiume Basento fino al bosco Pallareta di Potenza. Questo comprendeva il monte Pietra Morella, conosciuto come monte Romito, in quanto, sulla sua sommità, il primo frate basiliano, deputato all'amministrazione della badìa ricevuta in dono dai Sanseverino, fece edificare una prima abitazione dove viveva da eremita.
L'antico monastero era inizialmente dedicato a Santa Maria dell'Acqua Calda, forse per la presenza, in quel luogo, di una falda di acqua termale. Fu eretta a Grancia di San Demetrio dai padri certosini di Padula, per designazione del Rettore Gerardo Curch; nel 1503 il Potenfice Giuliano della Rovere, conosciuto come Papa Giulio II, la confermava con apposita bolla. All'inizio del XVI secolo, il sacerdote Gerardo di Dionisio era rettore della chiesa di San Demetrio, ma il cattivo stato in cui versava la chiesa e l'esigua rendita che ne ricavava, lo indussero a disfarsi del bene, rimettendolo nelle mani del pontefice Giulio II. Fu allora che il priore della Certosa di San Lorenzo cercò di ottenere la chiesa di San Demetrio, che il papa gli concesse con la bolla del 10 giugno 1505, incorporandola così alla Certosa di Padula con i beni e i diritti ad essa annessi. Il 19 luglio 1505 la Certosa di San Lorenzo prendeva possesso dell'antica badìa di San Demetrio con atto del notaio Leone Taeggi di Padula. Dopo un anno, la chiesa fu reintegrata nel possesso della certosa con atto del 4 marzo 1506, rogato dal notaio Masello de Stefano da Sanza. Per lunghi anni durò la controversia con la famiglia Sanseverino per il possesso di un territorio che i monaci pensavano fosse di pertinenza della chiesa, mentre il principe sosteneva fosse parte integrante del feudo di Brindisi. Nel 1512 si ebbe una lite tra i padri certosini e Berardino Sanseverino, questa terminò con una transazione con la quale il principe Sanseverino  cedeva il territorio oggetto della contesa ai primi.
Ingrandita e arricchita di case, vigneti, allevamenti di bestiame, mulini, la Grancia ebbe il massimo splendore nel Settecento. Fino alla seconda metà del secolo, infatti, la sua amministrazione era affidata a due frati laici, i cosiddetti grancieri. Soppresso l'ordine Certosino dalla legge Napoleonica del febbraio 1806, la Grancia fu incorporata tra i beni dello Stato. I monaci con il ritorno del Borbone, riacquistarono la parte invenduta, ossia il Sativo, la parte coltivabile, e la tennero fino al 1848, anno in cui furono espulsi. La riebbero nel 1860 cedendola in fitto ai baroni Blasi di Pignola, i quali nel 1809, avevano già acquistato per mezzo dei fratelli Ferdinando e Luigi, la Grancia, ossia i fabbricati, i boschi, i vigneti, i giardini, i mulini e i terreni rivolti al sud. Tutta la proprietà fu poi rivenduta dai loro eredi, nel 1925, ai coniugi Maddalena Caterini e Cufino Antonio di Vaglio Basilicata. In seguito dopo il 1986 il complesso monastico, segnato in catasto al foglio 4 particelle dalla 96 alla 108,  con la denominazione di Grancia Benedettina, dagli eredi dei predetti coniugi fu ceduto al Demanio.
Dal 2000 la Grancia è lo scenario del primo Parco storico, rurale, culturale ed ambientale d'Italia dove la storia si racconta con la voce dei briganti nel Cinespettacolo "La Storia Bandita".

## Tradizione
San Lorenzo ha la sua chiesa nella borgata Grancia di San Demetrio. San Lorenzo, bruciato vivo secondo una tradizione leggendaria, dai fedeli locali era considerato protettore della malaria. L'affezione era trasmessa dall'anofele, un insetto che si annidava nelle acque stagnanti. La malattia, i cui sintomi erano febbri alte e ricorrenti, accompagnate da forti brividi di freddo, nel linguaggio comune locale, era chiamata "il freddo", che San Lorenzo avrebbe potuto fugare con il calore del suo martirio.
San Lorenzo della Grancia era considerato uno dei taumaturghi più venerati del circondario insieme a San Rocco in Tolve, San Donato in Anzi, San Vito e Annunziata in Albano di Lucania. 
La festa di San Lorenzo ricorre il 10 agosto, ma alla Grancia, dai primi del novecento, si celebra il 10 settembre. 
Fino alla seconda metà del 1940 i pellegrini, sofferenti di malaria, si mettevano in cammino dai paesi del circondario per invocare il santo. All'uscita della statua in processione, fra il clamore dei petardi, i devoti si inginocchiavano alla ricerca di pezzetti di carbone, il quale era considerato il farmaco miracoloso contro il freddo. Il sacrale carbone di San Lorenzo della Grancia, ridotto in polvere, veniva bevuto con l'acqua al momento del bisogno. Alla fine del 1940, con l'impiego del DDT, si è debellato l'anofele e la malaria. Si è persa così la devozione a San Lorenzo, ma la festa in suo nome continua, infatti ogni anno, il 10 settembre, la Grancia è meta per una sagra di addio all'estate.